# Krupki
Krupki (bielorruso: Кру́пкі; ruso: Кру́пки) es una ciudad subdistrital de Bielorrusia, capital del distrito homónimo en la provincia de Minsk.
En 2023, la ciudad tenía una población de 8487 habitantes.
Se ubica a medio camino entre Minsk y Orsha junto a la autovía E30.

## Historia
Se conoce la existencia del asentamiento en documentos desde los siglos XVI-XVII, cuando Krupki pertenecía a la República de las Dos Naciones. En la partición de 1793 se integró en el Imperio ruso, dentro del cual pasó a formar parte del uyezd de Siannó de la gobernación de Maguilov. En el siglo XIX, el pueblo se desarrolló como un típico shtetl de la Zona de Asentamiento, en el que la mayoría de sus habitantes eran judíos, pero tres cuartos de los judíos locales huyeron al oeste durante la Revolución rusa y el pueblo comenzó a estar habitado principalmente por bielorrusos.
En 1919 se integró en la RSS de Bielorrusia, que en 1924 le dio el estatus de capital distrital y en 1938 el de asentamiento de tipo urbano. En 1941, los invasores alemanes asesinaron a los aproximadamente mil judíos que quedaban en el asentamiento. En 1986, Krupki fue una de las áreas de la provincia de Minsk que recibió mayor radiación durante el accidente de Chernóbil. Se considera ciudad desde 1991.